# Phryganellina
A Phryganellina az Amoebozoa Arcellinida csoportjának taxonja. Jelenleg 4 nemzetség tartozik ide, ezek a Cryptodifflugia, a Meisterfeldia, a Phryganella és a Wailesella, de csak a Cryptodifflugiáról és a Phryganelláról vannak DNS-alapú adatok.

## Történet
Először Bovee írta le 1985-ben fehérjetartalmú héjú, mineralizált belső rétegű vagy teljesen kitinszerű héjú kládként morfológiai alapon ismeretlen rokonsággal, ahol ásványi és szerves anyagokból álló újra felhasznált részecskék lehetnek. Ralf Meisterfeld 2002-ben sorolta először az Arcellinidába. Eredetileg a Phryganella nemzetség is a Cryptodifflugiidae tagja volt, ezt önálló családba, a Phryganellidaebe sorolták Loeblich és Tappan. 1928-ban fedezték fel a Wailesellát, 2016-ban pedig a Meisterfeldiát, de róluk nincs molekuláris adat, így ismeretlen hovatartozásuk.
Az Arcellinida 3 eredeti csoportja közül a „vegyes héjú” volt.
2016-ban írta le Anatolij Bobrov a Meisterfeldiát, azonban ennek helyzete ismeretlen, mert nem érhető el róla genetikai adat, mert a leírások csak üres héjakról szóltak, és feltehetően nem volt lehetőség genetikai elemzésre.
Korábban, mivel állábai gyakran hegyesek, Hedley et al. 1977-ben a Cryptodifflugiát az Arcellinidán kívül helyezte el, Ogden és Hedley 1980-ban pedig azt feltételezték, hogy ezek az állábak a „fonalas” (azaz a Rhizaria) és a lebenyes héjas amőbák közti átmenet. Meisterfeld 2002-ben e jellemzőt fontosnak tekintette, de az Arcellinidában önálló kládba sorolta. 2012-ben Gomaa et al. lehetséges új, az Arcellinidában bazális kládnak tekintették a Cryptodifflugiát, de ennek eldöntésére ekkor nem volt ismert a Meisterfeld által feltételezett Phryganellinában a Wailesellából DNS-szekvencia.

## Morfológia
Általában héja fehérjékből áll, ennek belső rétege meszesülhet, nem meszesülő fajai környezetük ásványi vagy szerves részecskéit hasznosítják újra. Állábai általában hegyesek, kúposak (konopódium), csak ritkán lebenyesek (lobopódium), csak hialoplazma van bennük, alkalmanként elágazhatnak vagy anasztomózist képezhetnek. A Meisterfeldia héjában nincs ásványi anyag, és a Wailesellához hasonlóan csak morfológia alapján a Cryptodifflugiidae tagja, mivel nincs róluk genetikai információ.
A Cryptodifflugia táplálkozása kezdetén visszahúzza állábait, majd körkörös pulzáló kiemelkedéseket (bleb) hoz létre a sejtkéregből. Ekkor a mozgáshoz is használt F-aktin más céllal működik: táplálkozáskor kúpos F-aktin-kötegek jönnek létre, melyek a C. oviformis sejttestéből indulnak, és a zsákmányban végződnek, és gyakran epipódiumokkal együtt vannak jelen.

## Életciklus
A Cryptodifflugia legalább egyes fajai mitózisa zárt.

## Élőhely
Megtalálható többek közt tőzeglápokban és talajban.

## Ökológia
Különböző élőlényekkel táplálkoznak: a Phryganella paradoxa elsősorban kovamoszatokat eszik, ezek héjait sejtváza segítségével töri fel, és bár alkalmanként baktériumokat is eszik, azok nem tartják fenn. Ekkor szája tájékozódási pont, így annak mérete zsákmánya méretét korlátozza. Az élesztőgomba-evő Cryptodifflugia oviformis F-aktin csoportjai igazolják, hogy a sejtváz mechanikai erőhatásokkal segíti a táplálkozást, és a P. paradoxával szemben nem korlátozza a zsákmányméretet a szájméret, mivel sejtváza az élőlény méretétől függően feltöri vagy perforálja a kitin sejtfalakat, így a baktériumok és az élesztőgombák mellett nagyobb élőlényeket, például hifákat is eszik. A kisebb hifákat töri, a nagyobbakat perforálja. Emellett fonálférgeket is eszik.
A P. paradoxa a C. oviformisszal szemben elsősorban kovamoszatokat eszik. Bár erre nem használja aktinját, Dumack et al. 2018-ban leírták, hogy használja saját héját a kovamoszathéj feltörésére: eleinte a héj végét saját héja nyílásába teszi, közvetlenül ezután azt összetöri. Tápláléktartomány-kísérletek alapján csak az ehhez elég vékony kovamoszatokat tudja összetörni és megenni, tehát a vastag, erős szilikáthéjak összetöréséhez ez szükségszerű, vagyis a merev héjfal fontos lehet táplálkozásában, és a kovamoszatok legtöbb predátor ellen hatásos sejthossznöveléses védekezésére válasz. Bár akár több száz μm-es kovamoszatokat is össze tud törni, a héjvégek nyílásba illesztésének szükségessége miatt a például a Fragillaria vagy a Melosira fonalai hatékony védelemnek bizonyulnak a P. paradoxa ellen.

## Evolúció
Mivel bazális Arcellinida-klád, az Arcellinida fejlődésének megértésében fontos. Az Arcellinida közös ősének szája feltehetően kerek volt, és nem volt nyaka, ugyanez igaz a Phryganellina kivételével minden Arcellinida-klád közös ősére is, azonban például előbbi alakjára 2019-ben nem lehetett következtetni a kevés adat miatt.
A Phryganellina feltehetően 265–534 millió évvel ezelőtt alakult ki az Arcellinida és rokonai filogenomikai elemzése alapján, őse feltehetően szárazföldi volt. Mivel csak 2 nemzetségről – a Cryptodifflugiáról és a Phryganelláról – van genetikai adat, nehezen meghatározható eredete.

## Genetika
Phryganellina-specifikus primerek az 590F_Phry és az 1300R_Phry, ezt Dumack et al. 2020-ban igazolták.
18S rDNS-fákon egyértelműen monofiletikus, de az Organoconcha, melybe eszerint tartozik, a Volnustoma kládot és az azt, a Microchlamyst, a Spumochlamyst és a Phryganellinát tartalmazó klád testvércsoportját nem tartalmazza, így parafiletikus. Ezzel szemben a teljes adathalmaz szerint nem az Organoconcha tagja, hanem az Organoconcha és a Glutinoconcha közös csoportjának testvércsoportja.